# Berghof (Lauchheim)
Berghof ist ein Einzelhof der Stadt Lauchheim im Ostalbkreis in Baden-Württemberg.

## Beschreibung
Der Hof ist etwa 150 Meter von der Lauchheimer Bebauung entfernt und liegt direkt nördlich der Bundesstraße 29.
Naturräumlich liegt der Hof im Vorland der östlichen Schwäbischen Alb, genauer im Hügelland von Baldern.

## Geschichte
Der Aussiedlerhof wurde zwischen 1935 und 1968 angelegt.